# Proyección acimutal de Lambert

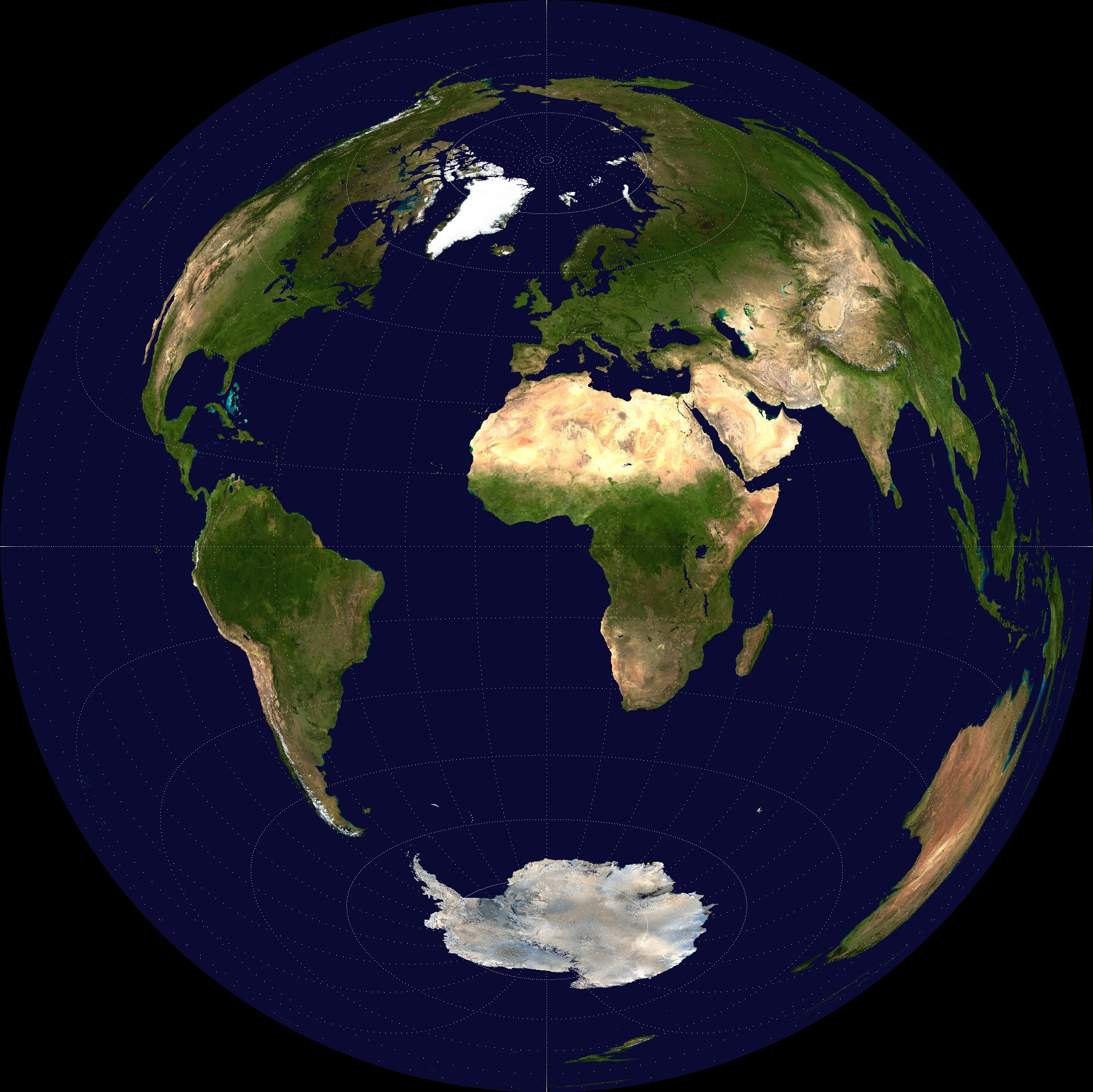
Proyección de acimutal de Lambert sobre la Tierra en la que se puede ver cómo se conserva el área en las distintas latitudes.

La proyección acimutal equivalente de Lambert (LAEA, por sus siglas en inglés, de Lambert azimuthal equal-area) es un tipo de proyección cartográfica que conserva deliberadamente las áreas.
Es una proyección particular de esfera a disco. No debe ser confundida con la Proyección Conforme Cónica de Lambert que es muy utilizada en navegación aérea.
La proyección acimutal equivalente de Lambert no es conforme, es decir, no mantiene el valor real de los ángulos tras realizar la proyección. La escala disminuye a medida que nos acercamos al borde exterior, pero en menor medida que en la proyección ortográfica. Este sistema es muy adecuado para trazar mapas de pequeña escala.

## Historia
El inventor de esta proyección fue el matemático alemán Johann Heinrich Lambert, que en 1759 publicó un libro con reflexiones diversas acerca de la proyección, titulado "Freye Perspective" (en 1774 hubo una segunda edición mejorada). Los escritos de perspectiva y proyección fueron ampliados en 1943 por Max Steck, reuniéndolos en una obra completa.

## Formulación
La distancia desde el punto de tangencia sobre el mapa es proporcional a la distancia en línea recta sobre la superficie de la tierra: r(d) = c sen(d/(2R)).

## Ventajas de la proyección
Este sistema de proyección presenta como gran ventaja que las áreas representadas en los mapas no sufren deformación y son proporcionales a las formas originales, cumpliéndose la regla siguiente: «superficies iguales representan ángulos sólidos iguales».